# Daria Schneider
Daria Schneider (Berkeley, 21 de mayo de 1987) es una deportista estadounidense que compitió en esgrima, especialista en la modalidad de sable. Ganó dos medallas de bronce en el Campeonato Mundial de Esgrima, en los años 2011 y 2012, en la prueba por equipos.

## Palmarés internacional
| Campeonato Mundial | Campeonato Mundial | Campeonato Mundial | Campeonato Mundial |
| Año                | Lugar              | Medalla            | Prueba             |
| ------------------ | ------------------ | ------------------ | ------------------ |
| 2011               | Catania (Italia)   | Medalla de bronce  | Sable por equipos  |
| 2012               | Kiev (Ucrania)     | Medalla de bronce  | Sable por equipos  |